# Spartacus (série de televisão)
Spartacus é uma série de televisão estadunidense, dos gêneros drama histórico e espada e sandália, exibida pela Starz entre 22 de janeiro de 2010 e 12 de abril de 2013. 
Filmada na Nova Zelândia, a série de ficção foi inspirada na figura histórica de Espártaco, um gladiador trácio que, de 73 a 71 BC, liderou uma grande revolta de escravos contra a República Romana, partindo de Cápua. Os produtores executivos Steven S. DeKnight e Robert Tapert se concentraram na estruturação dos eventos da obscura infância de Espártaco, que levaram ao início dos registros históricos.
No Brasil, a série foi exibida pelo canal Globosat HD, na TV paga, e pela TV Record, na TV aberta.